# Mistrzostwa Afryki w Piłce Ręcznej Mężczyzn 1991
Mistrzostwa Afryki w piłce ręcznej mężczyzn 1991 – dziewiąte mistrzostwa Afryki w piłce ręcznej mężczyzn, oficjalny międzynarodowy turniej piłki ręcznej o randze mistrzostw kontynentu organizowany przez CAHB mający na celu wyłonienie najlepszej męskiej reprezentacji narodowej w Afryce, który odbył się w Egipcie we wrześniu 1991 roku. Tytułu zdobytego w 1989 roku broniła reprezentacja Algierii.
Pierwszy tytuł mistrzów kontynentu zdobyła reprezentacja Egiptu.

## Częściowe wyniki
| 8 września 1991 | Egipt | 21:12 | Wybrzeże Kości Słoniowej |  |
| 8 września 1991 |       | 21:12 |                          |  |

| 8 września 1991 | Algieria | 26:18 | Senegal |  |
| 8 września 1991 |          | 26:18 |         |  |

| 8 września 1991 | Tunezja | 27:16 | Kongo |  |
| 8 września 1991 |         | 27:16 |       |  |

## Klasyfikacja końcowa
| Miejsce | Reprezentacja            | Uwagi                     |
| ------- | ------------------------ | ------------------------- |
| złoto   | Egipt                    | awans: IO 1992, MŚ B 1992 |
| srebro  | Algieria                 | -                         |
| brąz    | Tunezja                  | -                         |
| 4       | Maroko                   | -                         |
| 5       | Wybrzeże Kości Słoniowej | -                         |
| 6       | Senegal                  | -                         |
| 7       | Kongo                    | -                         |